# 8521 Boulainvilliers
8521 Boulainvilliers (1992 GF4) là một tiểu hành tinh vành đai chính được phát hiện ngày 4 tháng 4 năm 1992 bởi E. W. Elst ở Đài thiên văn Nam Âu.